# Kapp Linné
Kapp Linné is een kaap aan de zuidkant van de uitlaat van Isfjord op Spitsbergen. Het is vernoemd naar de Zweedse arts, plantkundige, zoöloog en geoloog Carl von Linné. Deze plaats is de locatie van Isfjord radio. Delen van Kapp Linné zijn een beschermd vogelreservaat.